# Harry Arter
Harry Nicholas Arther (n. 28 decembrie 1989, Eltham, Londra, Anglia) este un fotbalist aflat sub contract cu A.F.C. Bournemouth.